# Garry John Orriss

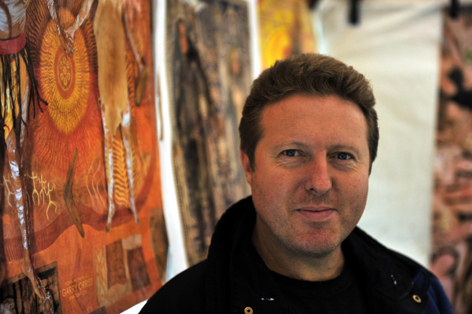
Garry Orriss in Berlin-Mitte

Garry John Orriss (* 7. Oktober 1967 in Sydney) ist ein britisch-australischer Maler und Fotograf. Er lebt und arbeitet im Berliner Ortsteil Prenzlauer Berg.

## Leben
Garry Orriss hat deutsche, französische und irische Vorfahren und wurde im Kindesalter von einem australischen Paar britischer Herkunft angenommen.
In Sydney studierte er von 1985 bis 1988 an der Meadowbank School of Fine Art (Abschluss: Art Certificate) sowie am City Art Institute.
Nachdem er von seiner Adoption erfahren hatte, reiste er in den Jahren 1990 bis 1995 mit einem Fahrrad durch 45 Länder zum Geburtsort seines Adoptiv-Vaters nach Oxford. Später traf er seine leibliche deutsche Mutter, eine bei Heilbronn lebende Künstlerin und Fotografin.
Seine Eindrücke hielt er in Skizzentagebüchern fest, Zeichnungen wurden in einigen Ausstellungen veröffentlicht.
Garry Orriss ging 1999 für kurze Zeit nach China und war dort für mehrere Unternehmen tätig, unter anderem für Hotel Kempinski.
Bekannt wurde er vor allem durch seine kontrastreichen Bilder von Paaren die kulturelle, soziale, politische oder religiöse Tabus durchbrechen.

## Ausstellungen
- 1987 Skizzen auf Papier, The Wendy Smith Gallery, Bundanoon Australien
- 1988 Recent Paintings, Atelier des Künstlers, Bundanoon Australien
- 1989 City Scapes and Recent Paintings, Atelier des Künstlers, Sydney, Australien,
- 1989 Sacred Ceremonies and Images from Papua Neu Guinea, Mosman Town Hall, Sydney, Australien
- 1990 Works on Paper, Atelier des Künstlers, Bundanoon, Australien
- 1991 Zeichnungen auf Papier, The Old Brewery Gallery, Goulburn Australien
- 1991 Ölbilder und Aquarelle, Atelier des Künstlers, Bundanoon Australien
- 1999 Past and Present, Sonderausstellung im Carl Zeiss Planetarium, Berlin
- 1999 Arbeiten auf Papier, Kempinski Hotel, Beijing, China
- 2002 Große Skizzen und andere Arbeiten auf Papier, Atelier des Künstlers, Berlin
- 2007 Sonderausstellung im Berliner Atelier des Künstlers, eröffnet vom australischen Botschafter in Deutschland (Ian Kemish)
- 2007 Radierungen und Arbeiten auf Papier, Galerie z ruky, Tschechien

## Preise und Auszeichnungen
- 1987 Australien National Student – Kunstpreis (1. Preis), Bathurst, Australien
- 1988 Bicentennial Royal Easter Show Drawing Prize (2. Preis), Sydney Stadium, Australien.
- 1989 The Bowral Photo Art Prize (1. Preis), Bowral, Australien
- 1991 Berrima District Art Prize, Young Peoples Arts prize (1. Preis), Bowral, Australien

## Installationen und Performances
- 1986 Party out of bounds (Projekt: verpacktes Haus), Bundanoon, Australien.
- 1990 The Burning – The burning of all the artists artworks, Bundanoon, Australien
- 1992 Monropo, Entropy and Atrophy (Sea-Side Installation), The Mon Repos Nationalpark, Bargara Beach, Australien
- 1993 The Clever Country (Highway installation), Marlborough-Serina Road, Australien